# Anette Sagen
Anette Sagen (ur. 10 stycznia 1985) – norweska skoczkini narciarska. Brązowa medalistka mistrzostw świata z 2009, nieoficjalna indywidualna i drużynowa mistrzyni świata juniorów z 2004, złota (2003) i brązowa (2001) medalistka olimpijskiego festiwalu młodzieży Europy. Sześciokrotna zwyciężczyni klasyfikacji generalnej Pucharu Kontynentalnego (w sezonach 2004/2005, 2005/2006, 2006/2007, 2007/2008, 2008/2009 i 2014/2015), czterokrotna zwyciężczyni FIS Ladies Winter Tournee (2003, 2004, 2006 i 2008) i trzykrotna zwyciężczyni FIS Sommer Ladies Tournee (2003, 2005 i 2006). W trakcie kariery wygrała jeden konkurs Pucharu Świata i 46 konkursów Pucharu Kontynentalnego. Odznaczona Medalem Holmenkollen (2015).
Jest pierwszą w historii zwyciężczynią Pucharu Kontynentalnego kobiet (2004/2005) i jedną z trzech pierwszych medalistek MŚ w skokach narciarskich (2009). 3 marca 2010 oddała pierwszy oficjalny skok na przebudowanej skoczni Holmenkollbakken (uzyskała 106,5 metra). 10 marca 2015 ogłosiła zakończenie kariery sportowej.

## Życie prywatne
W wolnym czasie pisuje artykuły do lokalnej gazety. Przez pięć lat uczyła się w szkole muzycznej. Jej hobby jest również spadochroniarstwo. Jest ambasadorką organizacji Right to Play.
Pod koniec października 2006, razem z Lindsey Van, uczestniczyła w wypadku samochodowym. Zawodniczki jechały taksówką, z którą zderzył się inny samochód. Skoczkinie nie doznały poważniejszych obrażeń.
18 stycznia 2007 na internetowy serwis YouTube trafił film, na którym widać jak Lindsey Van uderza Anette Sagen. Film ten szybko trafił do norweskich mediów. Okazało się, że oprócz Amerykanki i Norweżki, w zajściu brała udział także Daniela Iraschko, która w wyniku uderzenia w twarz miała złamany nos. Po ujawnieniu sprawy, zawodniczki tłumaczyły, że w ten sposób chciały wymierzyć sobie karę za słabe skoki.
10 stycznia 2008 bardzo osłabiona trafiła do szpitala w związku z problemem z przyswajaniem pokarmu, którego nabawiła się w Brazylii. Dalsze badania wykazały zakażenie salmonellą.

## Przebieg kariery

### 1999/2000
Anette Sagen zadebiutowała w zawodach rangi FIS.

#### FIS Ladies Grand Tournée Ski Jumping – 8. miejsce
Zadebiutowała 5 lutego w konkursie drużynowym w Breitenbergu, zajmując ze swoją drużyną 4. pozycję. Jej pierwszy skok zakończył się upadkiem. Następnego dnia Sagen zajęła 6. pozycję. 9 lutego w Saalfelden am Steinernen Meer była 10. Trzy dni później zawody w Schönwald ukończyła na 12. miejscu. W ostatnim konkursie, 13 lutego w Baiersbronn sklasyfikowana została na 7. pozycji. W końcowej klasyfikacji turnieju Anette Sagen była 8.

### 2000/2001

#### FIS Ladies Grand Prix Ski Jumping – 10. miejsce
Anette Sagen rozpoczęła turniej od 5. miejsca 27 stycznia w Schönwald. Następnego dnia w Baiersbronn była 19. 31 stycznia w Rastbüchl zajęła 11. pozycję. W klasyfikacji generalnej turnieju uplasowała się na 10. miejscu.

### 2001/2002

#### FIS Ladies Summer Tour – 9. miejsce
Sagen zajęła 9. w klasyfikacji generalnej FIS Ladies Summer Tour.

#### FIS Ladies Grand Prix Ski Jumping – 2. miejsce
We wszystkich konkursach turnieju stała na podium. 30 stycznia w Saalfelden am Steinernen Meer i 2 lutego w Rastbüchl była druga. 3 lutego w Rastbüchl razem z drużyną wywalczyła 3. pozycję. 6 lutego w Baiersbronn i 9 lutego w Schönwald stawała na najniższym stopniu podium. W klasyfikacji generalnej turnieju była 2. ustępując tylko Austriaczce Danieli Iraschko.

### 2002/2003

#### Ladies Summer Tour – 22. miejsce
Po udanej zimie latem Sagen była dopiero 22. w Ladies Summer Tour.

#### Mistrzostwa Norwegii Juniorów – 1. i 1. miejsce
Jednak tego samego roku w Hurdal została podwójną mistrzynią Norwegii juniorek.

#### Zawody FIS
W 2003 roku Anette Sagen na stałe weszła do światowej czołówki. 11 i 12 stycznia dwukrotnie triumfowała w zawodach rangi FIS w Planicy. Tydzień później w Villach była 2. i ponownie pierwsza.

#### Zawody juniorskie – 1. miejsce
29 stycznia Anette Sagen zdecydowanie wygrała zawody juniorskie w Planicy.

#### FIS Ladies Grand Prix Ski Jumping – 1. miejsce
Anette Sagen była druga 19 lutego w Breitenbergu. 22 lutego wygrała w Saalfelden am Steinernen Meer. Następnego dnia, razem z drużyną zajęła 5. miejsce. W czasie konkursu oddała tylko jeden skok. Sklasyfikowana na drugiej pozycji 26 lutego w Baiersbronn i 1 marca w Schönwald. Wygrała cały cykl Ladies Grand Prix, wyprzedzając Eve Ganster.

### 2003/2004

#### Ladies Summer Tour – 1. miejsce
Latem Sagen wygrała oba konkursy, w których wystartowała. Zwyciężyła w klasyfikacji generalnej Ladies Summer Tour.

#### Mistrzostwa Norwegii – 1. i 1. miejsce
Została podwójną mistrzynią Norwegii na skoczniach w Lillehammer.

#### FIS Ladies Grand Prix Ski Jumping – 1. miejsce
12 lutego Norweżka wygrała w Saalfelden am Steinernen Meer, 14 lutego zajęła drugie miejsce w Rastbüchl. Następnego dnia razem z drużyną stanęła na najniższym stopniu podium. 18 lutego ponownie wygrała, tym razem w Baiersbronn. Mimo 10. pozycji 21 lutego w Schönwald, zwyciężyła w Ladies Grand Prix.

#### Zawody FIS
Ostatniego dnia lutego triumfowała w konkursie FIS w Oslo.

### 2004/2005

#### Puchar Kontynentalny – 1. miejsce
23 i 24 lipca była dwukrotnie druga w pierwszych w historii konkursach Pucharu Kontynentalnego Kobiet rozegranych w Park City.

#### Ladies Summer Tour
- Później startowała w konkursach Ladies Summer Tour. Była 2. 8 sierpnia w Bischofshofen i 3. 10 sierpnia w Klingenthal. 12 sierpnia w niemieckiej miejscowości Pöhla zajęła dopiero 15. pozycję. Dwa dni później z ekipą Norwegii zajęła drugie miejsce w konkursie drużynowym[25][e]. Następnego dnia, konkurs w Meinerzhagen ukończyła na 5. miejscu.

#### Zawody FIS
- 24 sierpnia Sagen wygrała konkurs FIS w Raelingen.

#### Mistrzostwa Norwegii – 1. i 2. miejsce
- Podczas mistrzostw Norwegii w Bardu została mistrzynią na skoczni dużej w Oslo i wicemistrzynią na skoczni normalnej.

16 stycznia wygrała w Planicy. 3 dni później była najlepsza w Dobbiaco. 22 stycznia w Oberaudorf również stanęła na najwyższym stopniu podium.

#### Mistrzostwa świata juniorów (nieoficjalne) – 1. miejsce
- W Strynie została nieoficjalną mistrzynią świata juniorek. Razem z reprezentacją Norwegii triumfowała także w konkursie drużynowym.

#### FIS Ladies Grand Prix Ski Jumping – 19. miejsce
- Anette Sagen była trzecia 8 lutego w Schönwald. 12 lutego nie wystartowała w Baiersbronn przez co straciła szanse na wygraną w Ladies Grand Prix. 15 lutego w Rastbüchl razem z drużyną zajęła 4. miejsce[26][f]. Dzień później wygrała. Na najwyższym stopniu podium stanęła także 19 lutego w Saalfelden am Steinernen Meer. W klasyfikacji generalnej turnieju uplasował się na 19. pozycji[27].

5 i 6 marca wygrała konkursy w Vikersund. Zwyciężyła także 12 marca w ostatnim konkursie PK na dużej skoczni w Oslo. Wygrała klasyfikację generalną Pucharu Kontynentalnego Kobiet. Zgromadziła 1020 punktów i o 280 wyprzedziła drugą Lindsey Van.

### 2005/2006

#### Ladies Summer Tour – 1. miejsce
- W dwóch pierwszych konkursach Pucharu Kontynentalnego Kobiet, 7 sierpnia w Bischofshofen i 9 sierpnia w Klingenthal, Anette Sagen zajęła drugie miejsce. Następnie zwyciężyła w dwóch konkursach, w Pöhla i Meinerzhagen. Tym samym zwyciężyła w klasyfikacji generalnej Ladies Summer Tour[7].

1 i 2 października w Park City była 3. i 4. Wygrała 2 następne konkursy w Lake Placid.

#### Mistrzostwa Norwegii – 1. i 1. miejsce
- W Lillehammer została podwójną mistrzynią Norwegii. Obroniła tytuł ze skoczni dużej i wygrała na skoczni normalnej.

14 stycznia w Ljubnie i cztery dni później w Toblach|Dobbiaco, Sagen wygrała konkursy Pucharu Kontynentalnego.

#### FIS Ladies Grand Prix Ski Jumping – 1. miejsce
- 9 lutego wygrała w Baiersbronn. Dwa dni później zajęła drugie miejsce w Schönwald. Następnego dnia razem z reprezentacją zajęła 3. miejsce w konkursie drużynowym[29][g]. Zwyciężyła w dwóch kolejnych konkursach, w Saalfelden am Steinernen Meer i Britenbergu. Triumfowała w klasyfikacji generalnej Ladies Grand Prix[30].

Na początku marca była dwukrotnie druga w Zao. 5 marca Vikersund także zajęła drugie miejsce. W ostatnim konkursie, 8 marca w Vaaler uplasowała się tuż za podium. Ponownie zwyciężyła w klasyfikacji generalnej Pucharu Kontynentalnego Kobiet. Zgromadził 1540 punktów, o 381 więcej niż druga, Lindsey Van.

### 2006/2007

#### Puchar Kontynentalny – 1. miejsce
Sezon 2006/2007 Sagen zaczęła od słabszych występów. 21 i 22 lipca zajęła 7. i 2. miejsce w Park City. 25 i 26 lipca w Calgary była 6. i 3. Pierwsze w sezonie zwycięstwo odniosła 6 sierpnia w Klingenthal. Trzy dni później była 7. w Poehla. Następnie dwukrotnie triumfowała, 12 sierpnia w Meinerzhagen i 15. w Bischofshofen.

#### Mistrzostwa Norwegii – 1. miejsce
- W Kongsbergu Sagen obroniła tytuł mistrzyni Norwegii na skoczni normalnej.

Zimową część Pucharu Kontynentalnego, Anette Sagen rozpoczęła 14 stycznia od zajęcia 4. miejsca w Villach. 15 i 16 stycznia wygrała oba konkursy w Dobbiaco. Później była 3. w Ljubnie.

#### FIS Ladies Grand Prix Ski Jumping – 20. miejsce
- 8 lutego była 2. w Saalfelden am Steinernen Meer. 10 lutego zwyciężyła w Breitenbergu. Następnego dnia razem z reprezentacją Norwegii zajęła 3. miejsce w konkursie drużynowym[32][h]. 14 lutego w Baiersbronn zajęła słabszą, 12. pozycję. Opuściła start w Schönwald, przez co straciła możliwość wygranej w Ladies Grand Prix. Turniej ukończyła na 20. pozycji[33].

Podczas marcowych konkursów w Japonii była 3. i 7. w Zao oraz 1. i 2. w Sapporo. Trzeci raz z rzędu wygrała Puchar Kontynentalny. Zgromadziła 1340 punktów, o 88 więcej niż Ulrike Gräßler.

### 2007/2008

#### Puchar Kontynentalny – 1. miejsce
Sezon 2007/2008 Norweżka rozpoczęła od zwycięstwa w zawodach Pucharu Kontynentalnego w Bischofshofen. Później, 19 sierpnia była druga w Ramsau. 28 i 29 sierpnia wygrała oba konkursy w Lake Placid. 2 września była dwa razy druga w Park City.

#### Mistrzostwa Norwegii – 1. miejsce
- W Trondheim, ponownie jak przed rokiem, została mistrzynią Norwegii. Tym razem jednak tytuł wywalczyła na skoczni dużej.

Zimową część sezonu Sagen zaczęła serią zwycięstw. Dwa razy była najlepsza w Notodden i raz w Dobbiaco.

#### FIS Ladies Grand Prix Ski Jumping – 1. miejsce
- Turniej rozpoczęła od zwycięstwa 16 lutego, w pierwszym konkursie w Breitenbergu. W drugim konkursie była druga. 18 lutego razem z reprezentacją zajęła 5. miejsce w konkursie drużynowym[35][h]. W Baiersbronn uplasowała się na 2. pozycji. 23 lutego w Schönwald okazała się ponownie najlepsza. Tym samym, po raz czwarty wygrała cykl Ladies Grand Prix[36].

Zwyciężyła w dwóch ostatnich konkursach Pucharu Kontynentalnego 8 i 9 marca w Zao, czym przypieczętowała swoje zwycięstwo w całym cyklu. Była, to jej 4. wygrana w klasyfikacji generalnej Pucharu Kontynentalnego. Zgromadziła 1400 punktów, o 472 wyprzedzając Danielę Iraschko.

### 2008/2009

#### Letni Puchar Kontynentalny – 4. miejsce
W 2008 roku pierwszy raz z Pucharu Kontynentalnego wydzielono Letni Puchar Kontynentalny. Anette Sagen nie wystartowała w pierwszych konkursach rozegranych 10 sierpnia w Bischofsgruen i 13 sierpnia w Pöhla. Wygrała konkurs 16 sierpnia w Bischofshofen. W drugim konkursie zajęła dopiero 7. miejsce. Nie lepiej poszło jej w Lillehammer, gdzie w pierwszym konkursie 13 września była 8. Nazajutrz stanęła na najniższym stopniu podium. 26 września w Oberstdorfie była 5. Następnego dnia wygrała. 3 i 4 października w Libercu była dwukrotnie piąta. Zgromadziła 463 punkty. Nie zdołała znaleźć się na podium klasyfikacji generalnej, tracąc do niego 28 punktów.

#### Mistrzostwa Norwegii – 1. miejsce
W sezonie 2008/2009 w Vikersund obroniła tytuł mistrzyni Norwegii na skoczni dużej.

#### Puchar Kontynentalny – 1. miejsce
Zimową edycję Pucharu Kontynentalnego Sagen zaczęła od dwóch 4. miejsc, 12 i 13 grudnia w Park City. 17 i 18 grudnia w Whistler, podczas próby przedolimpijskiej, dwukrotnie stała na podium, zajmując 3. i 2. miejsce. Następnie miała dwa słabsze występy, 10 i 11 stycznia w Schönwald, gdzie zajęła 12. i 9. pozycję. 17 i 18 stycznia w Baiersbronn ponownie stała na podium zajmując 3. i 2. lokatę. Później, 24 i 25 stycznia była druga i pierwsza w Ljubnie. 7 lutego w Zakopanem, w konkursie rozgrywanym w trudnych i loteryjnych warunkach, zajęła dopiero 39. miejsce. Tym samym pierwszy, i jak dotąd jedyny, raz nie zdobyła punktów do klasyfikacji generalnej Pucharu Kontynentalnego. 13 i 14 lutego w Notodden była 2. i 3.

#### Mistrzostwa świata – 3. miejsce
- Na mistrzostwach świata w Libercu zdobyła brązowy medal w pierwszym w historii konkursie skoków narciarskich kobiet. Osiągnęła największą sumę odległości, ale przegrała notami za styl[39][40].

3 i 4 marca wygrała dwa konkursy Pucharu Kontynentalnego w Zaō. 7 marca, w pierwszym konkursie w Sapporo była szósta. Drugi konkurs, ostatni w sezonie, rozegrany tego samego dnia, wygrała. Tym samym, po raz 5. z rzędu, zwyciężyła w klasyfikacji generalnej Pucharu Kontynentalnego. Zgromadziła 1091 punktów, o 159 więcej niż Daniela Iraschko.

#### Zawody FIS
7 marca w zawodach FIS Race w Sapporo zajęła 6. miejsce. Następnego dnia nie wystartowała.

### 2009/2010

#### Letni Puchar Kontynentalny – 11. miejsce
W Letnim Pucharze Kontynentalnym 2009 Sagen wystartowała jedynie w czterech konkursach. 14 sierpnia wygrała w Oberwiesenthal, następnego dnia podczas konkursu w tej samej miejscowości została zdyskwalifikowana. 21 i 22 sierpnia w Lillehammer była szósta i ósma. W klasyfikacji generalnej zajęła 11. miejsce z dorobkiem 172 punktów.

#### Puchar Kontynentalny – 3. miejsce
Zimowy Puchar Kontynentalny Anette Sagen rozpoczęła od zwycięstwa 8 grudnia w fińskim Rovaniemi. Następnego dnia, na tej samej skoczni, była trzecia. 12 i 13 grudnia w Vikersund zajęła 2. i 3. pozycję. 18 i 19 grudnia zawody w Notodden ukończyła na tych samych miejscach.

#### FIS Ladies Winter Tournée – 2. miejsce
- Sagen rozpoczęła turniej od zajęcie trzeciego miejsca w pierwszym konkursie, 2 stycznia, w Baiersbronn[43]. Następnego dnia, na tej samej skoczni, sklasyfikowana została o jedną pozycję wyżej[44]. 6 stycznia, w Schonach, uplasowała się na 3. miejscu[45]. Dwa ostatnie konkursy turnieju, mające odbyć się w Braunlage, zostały odwołane[46]. W klasyfikacji generalnej Sagen znalazła się na 2. pozycji, za Danielą Iraschko[47].

W kolejnych 4 konkursach Pucharu Kontynentalnego, 23 stycznia w Schonach, 6 i 7 lutego w Ljubnie oraz 13 lutego w Villach, stawała na najniższym stopniu podium. 14 lutego w Villach po raz pierwszy w sezonie nie znalazła się na podium zawodów PK, zajęła 4. miejsce. 1 i 2 marca zawody odbywały się w japońskim Zaō. W pierwszym konkursie Sagen zajęła drugą lokatę. Następnego dnia sklasyfikowana została na najniższej w sezonie – 8. pozycji. 6 i 7 marca, w kończących Puchar Kontynentalny zawodach w Zakopanem, uplasowała się na 3. i 4. miejscu. Podczas całego sezonu Anette Sagen zgromadziła 1152 punkty, o 492 mniej, niż zwyciężczyni klasyfikacji generalnej – Daniela Iraschko. Był to pierwszy sezon Pucharu Kontynentalnego kobiet, którego nie wygrała Anette Sagen.

#### Mistrzostwa Norwegii – 1. miejsce
27 marca Anette Sagen została mistrzynią Norwegii w skokach narciarskich. Tytuł wywalczyła w Vikersund, na skoczni Vikersundbakken.

### 2011/2012

#### Puchar Świata
3 grudnia 2011 w pierwszym w historii konkursie Pucharu Świata kobiet w Lillehammer zajęła 8. miejsce po skokach na 88,5 m i 80,5 m. 7 stycznia 2012 r. w kolejnym konkursie PŚ w Hinterzarten Anette oddała (ze względu na odbytą tylko jedną serię) skok na odległość 86 m, tym samym uplasowała się na 19. miejscu. Następnego dnia na tej samej skoczni, dzięki oddanym dwóm skokom na odległości po 101 metrów zdobyła w konkursie wysokie 4. miejsce. 14 stycznia br. w Val di Fiemme po oddanych skokach na odległość 95,5 m i 99,5 m zajęła 3. miejsce, a obok niej na najwyższym podium stanęła Sarah Hendrickson i druga Daniela Iraschko. W kolejnym konkursie PŚ przeprowadzonym dnia następnego również w Val di Fiemme Sagen zajęła 11. miejsce. W dniach 4 i 5 lutego, w Hinzenbach, br. Sagen podczas przeprowadzonych konkursów na skoczni o parametrze HS94 zajęła kolejno miejsca w I dziesiątce tj.: 5 i 7. miejsce. Na kolejnym obiekcie w Ljubno, w Słowenii, na skoczni o parametrze HS95, w dniach 11 i 12 lutego 2012 r. Anette Sagen ponownie zdobyła miejsca z I dziesiątki najlepszych konkursowych zawodników PŚ tj.: 9 i 6. miejsce. W japońskim Zaō podczas trzech konkursów PŚ odbytych w dniach: 3 (dwa konkursy PŚ) i 4 (jeden konkurs PŚ) marca na skoczni (HS100) zawodniczka zajęła odpowiednio: 33, 10 i 6. miejsce. W ostatnim konkursie PŚ, w Oslo rozegranym w dniu 9 marca 2012 roku Anette stanęła na najniższym podium obok drugiej Sary Takanashi i pierwszej Sarah Hendrickson. Ostatecznie w klasyfikacji generalnej PŚ 2011/2012 kobiet uplasowała się na wysokiej 6 pozycji.

### 2012/2013

#### Puchar Świata
23 listopada 2012 r., podczas pierwszego w historii konkursu drużynowego – mieszanego inaugurującego sezon 2012/2013 Pucharu Świata w skokach narciarskich Anette Sagen stanęła na najwyższym podium wraz z Maren Lundby, Tomem Hilde i Andersem Bardalem wyprzedzając drugich Japończyków (w składzie: Yūki Itō, Yūta Watase, Sara Takanashi, Taku Takeuchi) i trzecich Włochów (w składzie: Elena Runggaldier, Andrea Morassi, Evelyn Insam, Sebastian Colloredo). W dniu następnym na tym samym obiekcie sportowym w konkursie indywidualnym Sagen uplasowała się na III miejscu po oddanych dwóch skokach 99,5 m i 97 m, tuż za drugą Sarah Hendrickson i pierwszą Sarą Takanashi.

## Mistrzostwa świata
| Miejsce | Dzień     | Rok  | Miejscowość              | Skocznia           | Punkt K | HS     | Konkurs      | Skok 1 | Skok 2 | Nota                  | Strata   | Zwycięzca         |
| ------- | --------- | ---- | ------------------------ | ------------------ | ------- | ------ | ------------ | ------ | ------ | --------------------- | -------- | ----------------- |
| 3.      | 20 lutego | 2009 | Liberec                  | Ještěd             | K-90    | HS-100 | ind.         | 93,5 m | 94,0 m | 238,5 pkt             | 4,5 pkt  | Lindsey Van       |
| 22.     | 25 lutego | 2011 | Oslo                     | Midtstubakken      | K-95    | HS-106 | ind.         | 88,0 m | 80,5 m | 165,9 pkt             | 65,8 pkt | Daniela Iraschko  |
| 7.      | 22 lutego | 2013 | Val di Fiemme / Predazzo | Trampolino Dal Ben | K-95    | HS-106 | ind.         | 97,0 m | 94,5 m | 213,3 pkt             | 40,4 pkt | Sarah Hendrickson |
| 4.      | 24 lutego | 2013 | Val di Fiemme / Predazzo | Trampolino Dal Ben | K-95    | HS-106 | druż. miesz. | 92,5 m | 96,5 m | 969,3 pkt (226,3 pkt) | 41,7 pkt | Japonia           |

## Puchar Świata

### Miejsca w klasyfikacji generalnej
| Sezon     | Miejsce |
| --------- | ------- |
| 2011/2012 | 6.      |
| 2012/2013 | 5.      |
| 2013/2014 | 40.     |
| 2014/2015 | 38.     |

### Zwycięstwa w konkursach indywidualnych Pucharu Świata chronologicznie
| Lp. | Dzień      | Rok  | Miejscowość | Skocznia          | Punkt K | HS     | Skok 1 | Skok 2 | Nota      |
| --- | ---------- | ---- | ----------- | ----------------- | ------- | ------ | ------ | ------ | --------- |
| 1.  | 6 stycznia | 2013 | Schonach    | Langenwaldschanze | K-95    | HS-106 | 98,0 m | 94,0 m | 224,9 pkt |

### Miejsca na podium w konkursach indywidualnych Pucharu Świata chronologicznie
| Lp. | Dzień        | Rok  | Miejscowość | Skocznia           | Punkt K | HS     | Skok 1  | Skok 2 | Nota      | Lok. | Strata   | Zwycięzca                  | Przypisy |
| --- | ------------ | ---- | ----------- | ------------------ | ------- | ------ | ------- | ------ | --------- | ---- | -------- | -------------------------- | -------- |
| 1.  | 14 stycznia  | 2012 | Predazzo    | Trampolino Dal Ben | K-95    | HS-106 | 95,5 m  | 99,5 m | 248,1 pkt | 3.   | 29,1 pkt | Sarah Hendrickson          |          |
| 2.  | 9 marca      | 2012 | Oslo        | Midtstubakken      | K-95    | HS-106 | 102,0 m | 97,0 m | 236,2 pkt | 3.   | 17,9 pkt | Sarah Hendrickson          |          |
| 3.  | 24 listopada | 2012 | Lillehammer | Lysgårdsbakken     | K-90    | HS-100 | 99,5 m  | 97,0 m | 258,9 pkt | 3.   | 6,3 pkt  | Sara Takanashi             |          |
| 4.  | 8 grudnia    | 2012 | Soczi       | Russkije Gorki     | K-95    | HS-106 | 101,5 m | 98,0 m | 245,1 pkt | 3.   | 19,1 pkt | Sarah Hendrickson          |          |
| 5.  | 6 stycznia   | 2013 | Schonach    | Langenwaldschanze  | K-95    | HS-106 | 98,0 m  | 94,0 m | 224,9 pkt | 1.   | –        | –                          |          |
| 6.  | 2 lutego     | 2013 | Sapporo     | Miyanomori         | K-90    | HS-100 | 87,5 m  | –      | 111,4 pkt | 3.   | 8,8 pkt  | Coline Mattel              |          |
| 7.  | 3 lutego     | 2013 | Sapporo     | Miyanomori         | K-90    | HS-100 | 93,0 m  | 99,0 m | 241,0 pkt | 2.   | 4,7 pkt  | Jacqueline Seifriedsberger |          |

### Miejsca w poszczególnych konkursach indywidualnychPucharu Świata
| Sezon 2011/2012 |                 |                 |             |             |            |              |              |         |         |         |            |            |        |           |        |        |         |        |        |        |        |        |        |        |        |        |        |        |        |        |        |        |        |        |
| Lillehammer | Hinterzarten    | Hinterzarten    | Predazzo    | Predazzo    | Hinzenbach | Hinzenbach   | Ljubno       | Ljubno  | Zaō     | Zaō     | Zaō        | Oslo       | punkty | punkty    | punkty | punkty | punkty  | punkty | punkty | punkty | punkty | punkty | punkty | punkty | punkty | punkty | punkty | punkty | punkty | punkty | punkty |        |        |        |
| 8 | 19              | 4               | 3           | 11          | 5          | 7            | 9            | 6       | 33      | 10      | 6          | 3          | 454    | 454       | 454    | 454    | 454     | 454    | 454    | 454    | 454    | 454    | 454    | 454    | 454    | 454    | 454    | 454    | 454    | 454    | 454    |        |        |        |
| Sezon 2012/2013 |                 |                 |             |             |            |              |              |         |         |         |            |            |        |           |        |        |         |        |        |        |        |        |        |        |        |        |        |        |        |        |        |        |        |        |
| Lillehammer | Krasnaja Polana | Krasnaja Polana | Ramsau      | Schonach    | Schonach   | Hinterzarten | Hinterzarten | Sapporo | Sapporo | Zaō     | Zaō        | Ljubno     | Ljubno | Trondheim | Oslo   | punkty | punkty  | punkty | punkty | punkty | punkty | punkty | punkty | punkty | punkty | punkty | punkty | punkty | punkty | punkty | punkty | punkty | punkty | punkty |
| 3 | 3               | 11              | 8           | 5           | 1          | 6            | 4            | 3       | 2       | -       | -          | -          | -      | 9         | 8      | 612    | 612     | 612    | 612    | 612    | 612    | 612    | 612    | 612    | 612    | 612    | 612    | 612    | 612    | 612    | 612    | 612    | 612    | 612    |
| Sezon 2013/2014 |                 |                 |             |             |            |              |              |         |         |         |            |            |        |           |        |        |         |        |        |        |        |        |        |        |        |        |        |        |        |        |        |        |        |        |
| Lillehammer | Hinterzarten    | Hinterzarten    | Czajkowskij | Czajkowskij | Sapporo    | Sapporo      | Zaō          | Zaō     | Planica | Planica | Hinzenbach | Hinzenbach | Râșnov | Râșnov    | Oslo   | Falun  | Planica | punkty |        |        |        |        |        |        |        |        |        |        |        |        |        |        |        |        |
| 27 | 28              | 41              | -           | -           | -          | -            | 16           | 25      | -       | -       | -          | -          | -      | -         | 17     | 25     | -       | 48     |        |        |        |        |        |        |        |        |        |        |        |        |        |        |        |        |
| Sezon 2014/2015 |                 |                 |             |             |            |              |              |         |         |         |            |            |        |           |        |        |         |        |        |        |        |        |        |        |        |        |        |        |        |        |        |        |        |        |
| Lillehammer | Sapporo         | Sapporo         | Zaō         | Oberstdorf  | Oberstdorf | Hinzenbach   | Hinzenbach   | Râșnov  | Râșnov  | Ljubno  | Ljubno     | Oslo       | punkty | punkty    | punkty | punkty | punkty  | punkty | punkty | punkty | punkty | punkty | punkty | punkty | punkty | punkty | punkty | punkty | punkty | punkty | punkty |        |        |        |
| 17 | -               | -               | -           | 40          | 37         | -            | -            | dq      | 23      | -       | -          | -          | 22     | 22        | 22     | 22     | 22      | 22     | 22     | 22     | 22     | 22     | 22     | 22     | 22     | 22     | 22     | 22     | 22     | 22     | 22     |        |        |        |
| Legenda |                 |                 |             |             |            |              |              |         |         |         |            |            |        |           |        |        |         |        |        |        |        |        |        |        |        |        |        |        |        |        |        |        |        |        |
| 1 2 3 4-10 11-30 poniżej 30 dq – dyskwalifikacja q – dyskwalifikacja w kwalifikacjach q – zawodniczka nie zakwalifikowała się - – zawodniczka nie wystartowała |                 |                 |             |             |            |              |              |         |         |         |            |            |        |           |        |        |         |        |        |        |        |        |        |        |        |        |        |        |        |        |        |        |        |        |

### Miejsca na podium w konkursach drużynowych Pucharu Świata
| Lp. | Dzień        | Rok  | Miejscowość | Skocznia       | Punkt K | HS     | Skład | Skok 1 | Skok 2 | Nota              | Lok. | Strata   | Zwycięzca |
| --- | ------------ | ---- | ----------- | -------------- | ------- | ------ | ----- | ------ | ------ | ----------------- | ---- | -------- | --------- |
| 1.  | 23 listopada | 2012 | Lillehammer | Lysgårdsbakken | K-90    | HS-100 | mikst | 97,5 m | 92,5 m | 221,9 (983,1 pkt) | 1.   | –        | –         |
| 2.  | 6 grudnia    | 2013 | Lillehammer | Lysgårdsbakken | K-90    | HS-100 | mikst | 84,0 m | 89,5 m | 193,4 (887,5 pkt) | 3.   | 54,6 pkt | Japonia   |

### Miejsca w poszczególnych konkursach drużynowychPucharu Świata
| Sezon 2012/2013                     | Sezon 2012/2013 | Sezon 2012/2013 | Sezon 2012/2013 | Sezon 2012/2013 | Sezon 2012/2013 | Sezon 2012/2013 | Sezon 2012/2013 | Sezon 2012/2013 | Lillehammer (mikst) |
| Sezon 2012/2013                     | Sezon 2012/2013 | Sezon 2012/2013 | Sezon 2012/2013 | Sezon 2012/2013 | Sezon 2012/2013 | Sezon 2012/2013 | Sezon 2012/2013 | Sezon 2012/2013 | 1                   |
| Sezon 2013/2014                     | Sezon 2013/2014 | Sezon 2013/2014 | Sezon 2013/2014 | Sezon 2013/2014 | Sezon 2013/2014 | Sezon 2013/2014 | Sezon 2013/2014 | Sezon 2013/2014 | Lillehammer (mikst) |
| Sezon 2013/2014                     | Sezon 2013/2014 | Sezon 2013/2014 | Sezon 2013/2014 | Sezon 2013/2014 | Sezon 2013/2014 | Sezon 2013/2014 | Sezon 2013/2014 | Sezon 2013/2014 | 3                   |
| Legenda                             |                 |                 |                 |                 |                 |                 |                 |                 |                     |
| 1 2 3 4-8 poniżej 8 - – brak startu |                 |                 |                 |                 |                 |                 |                 |                 |                     |

## Letnie Grand Prix

### Miejsca w klasyfikacji generalnej
| Sezon | Miejsce |
| ----- | ------- |
| 2012  | 34.     |

### Miejsca w poszczególnych konkursachLGP
| 2012                                                                                                 |                    |              |              |        |
| Courchevel 15.08                                                                                     | Hinterzarten 17.08 | Ałmaty 22.09 | Ałmaty 23.09 | punkty |
| 18                                                                                                   | 37                 | -            | -            | 13     |
| Legenda                                                                                              |                    |              |              |        |
| 1 2 3 4-10 11-30 poniżej 30 q – zawodniczka nie zakwalifikowała się - – zawodniczka nie wystartowała |                    |              |              |        |

## Puchar Kontynentalny

### Miejsca w klasyfikacji generalnej
| Sezon     | Miejsce |
| --------- | ------- |
| 2004/2005 | 1.      |
| 2005/2006 | 1.      |
| 2006/2007 | 1.      |
| 2007/2008 | 1.      |
| 2008/2009 | 1.      |
| 2009/2010 | 3.      |
| 2010/2011 | 16.     |
| 2011/2012 | 10.     |
| 2013/2014 | 5.      |
| 2014/2015 | 1.      |

### Zwycięstwa w konkursach[73]
Anette Sagen wygrała 46 konkursów Pucharu Kontynentalnego.
| Nr  | Dzień          | Rok  | Miejscowość                   | Skocznia                                | Punkt K | HS     | Skok 1  | Skok 2  | Nota      |
| --- | -------------- | ---- | ----------------------------- | --------------------------------------- | ------- | ------ | ------- | ------- | --------- |
| 1.  | 6 stycznia     | 2005 | Planica                       | Srednija velikanka                      | K-90    | HS-100 | 104,5 m | 102,5 m | 279,0 pkt |
| 2.  | 19 stycznia    | 2005 | Dobbiaco                      | Trampolino Sulzenhof                    | K-67    | HS-74  | 73,0 m  | 73,0 m  | 252,8 pkt |
| 3.  | 22 stycznia    | 2005 | Oberaudorf                    | Kahlanger Schanze                       | K-80    | HS-89  | 87,0 m  | 84,0 m  | 254,0 pkt |
| 4.  | 16 lutego      | 2005 | Breitenberg                   | Baptist-Kitzlinger-Schanze              | K-75    | HS-82  | 82,0 m  | 80,5 m  | 253,0 pkt |
| 5.  | 19 lutego      | 2005 | Saalfelden am Steinernen Meer | Bibergschanze                           | K-85    | HS-95  | 95,5 m  | 92,5 m  | 256,5 pkt |
| 6.  | 5 marca        | 2005 | Vikersund                     | Vikersundbakken                         | K-90    | HS-100 | 98,5 m  | 96,5 m  | 251,5 pkt |
| 7.  | 6 marca        | 2005 | Vikersund                     | Vikersundbakken                         | K-90    | HS-100 | 96,0 m  | 99,5 m  | 253,0 pkt |
| 8.  | 12 marca       | 2005 | Oslo                          | Holmenkollbakken                        | K-115   | HS-128 | 128,0 m | 122,0 m | 254,5 pkt |
| 9.  | 11 sierpnia    | 2005 | Pöhla                         | Pöhlbachschanze                         | K-60    | HS-66  | 62,5 m  | 63,5 m  | 236,4 pkt |
| 10. | 14 sierpnia    | 2005 | Meinerzhagen                  | Meinhardus-Schanzen                     | K-62    | HS-68  | 65,5 m  | 67,0 m  | 248,9 pkt |
| 11. | 8 października | 2005 | Lake Placid                   | MacKenzie Intervale Ski Jumping Complex | K-90    | HS-100 | 94,5 m  | 94,0 m  | 245,5 pkt |
| 12. | 9 października | 2005 | Lake Placid                   | MacKenzie Intervale Ski Jumping Complex | K-90    | HS-100 | 98,5 m  | 88,5 m  | 235,5 pkt |
| 13. | 14 stycznia    | 2006 | Ljubno ob Savinji             | Logarska dolina                         | K-85    | HS-95  | 87,5 m  | 86,0 m  | 214,5 pkt |
| 14. | 18 stycznia    | 2006 | Dobbiaco                      | Trampolino Sulzenhof                    | K-67    | HS-74  | 72,0 m  | 70,5 m  | 239,4 pkt |
| 15. | 9 lutego       | 2006 | Baiersbronn                   | Ruhesteinschanze                        | K-85    | HS-90  | 97,0 m  | 95,5 m  | 261,0 pkt |
| 16. | 15 lutego      | 2006 | Saalfelden am Steinernen Meer | Bibergschanze                           | K-85    | HS-95  | 91,0 m  | 90,5 m  | 255,0 pkt |
| 17. | 18 lutego      | 2006 | Breitenberg                   | Baptist-Kitzlinger-Schanze              | K-75    | HS-82  | 77,5 m  | 77,0 m  | 239,9 pkt |
| 18. | 6 sierpnia     | 2006 | Klingenthal                   | Vogtlandschanzen                        | K-80    | HS-85  | 79,5 m  | 81,5 m  | 230,0 pkt |
| 19. | 12 sierpnia    | 2006 | Meinerzhagen                  | Meinhardus-Schanzen                     | K-62    | HS-68  | 67,0 m  | 66,5 m  | 250,8 pkt |
| 20. | 15 sierpnia    | 2006 | Bischofshofen                 | Laideregg-Schanze                       | K-65    | HS-74  | 73,0 m  | 71,5 m  | 267,8 pkt |
| 21. | 15 stycznia    | 2007 | Dobbiaco                      | Trampolino Sulzenhof                    | K-67    | HS-74  | 72,0 m  | 72,5 m  | 248,2 pkt |
| 22. | 16 stycznia    | 2007 | Dobbiaco                      | Trampolino Sulzenhof                    | K-67    | HS-74  | 70,0 m  | 70,5 m  | 237,6 pkt |
| 23. | 10 lutego      | 2007 | Breitenberg                   | Baptist-Kitzlinger-Schanze              | K-75    | HS-82  | 77,5 m  | 79,5 m  | 240,4 pkt |
| 24. | 9 marca        | 2007 | Sapporo                       | Miyanomori                              | K-90    | HS-100 | 89,0 m  | 93,5 m  | 223,5 pkt |
| 25. | 18 sierpnia    | 2007 | Bischofshofen                 | Laideregg-Schanze                       | K-65    | HS-74  | 72,5 m  | 73,0 m  | 266,4 pkt |
| 26. | 28 sierpnia    | 2007 | Lake Placid                   | MacKenzie Intervale Ski Jumping Complex | K-90    | HS-100 | 97,0 m  | 97,5 m  | 255,0 pkt |
| 27. | 29 sierpnia    | 2007 | Lake Placid                   | MacKenzie Intervale Ski Jumping Complex | K-90    | HS-100 | 96,0 m  | 83,0 m  | 216,5 pkt |
| 28. | 11 grudnia     | 2007 | Notodden                      | Tveitanbakken                           | K-90    | HS-100 | 98,5 m  | 99,0 m  | 256,5 pkt |
| 29. | 12 grudnia     | 2007 | Notodden                      | Tveitanbakken                           | K-90    | HS-100 | 100,5 m | 97,0 m  | 259,5 pkt |
| 30. | 23 stycznia    | 2008 | Dobbiaco                      | Trampolino Sulzenhof                    | K-67    | HS-74  | 71,5 m  | 75,0 m  | 250,0 pkt |
| 31. | 16 lutego      | 2008 | Breitenberg                   | Baptist-Kitzlinger-Schanze              | K-75    | HS-82  | 83,0 m  | 80,5 m  | 255,7 pkt |
| 32. | 23 lutego      | 2008 | Schönwald                     | Adlerschanze                            | K-85    | HS-93  | 84,5 m  | –       | 114,5 pkt |
| 33. | 8 marca        | 2008 | Zaō                           | Yamagata                                | K-90    | HS-100 | 89,0 m  | 93,5 m  | 224,0 pkt |
| 34. | 9 marca        | 2008 | Zaō                           | Yamagata                                | K-90    | HS-100 | 88,0 m  | 93,0 m  | 222,0 pkt |
| 35. | 16 sierpnia    | 2008 | Bischofshofen                 | Laideregg-Schanze                       | K-65    | HS-74  | 71,0 m  | 71,0 m  | 260,8 pkt |
| 36. | 27 września    | 2008 | Oberstdorf                    | Allgäu Arena                            | K-90    | HS-100 | 89,0 m  | 87,5 m  | 218,5 pkt |
| 37. | 25 stycznia    | 2009 | Ljubno                        | Logarska dolina                         | K-85    | HS-95  | 83,0 m  | 85,5 m  | 227,0 pkt |
| 38. | 3 marca        | 2009 | Zaō                           | Yamagata                                | K-90    | HS-100 | 99,0 m  | 97,0 m  | 254,5 pkt |
| 39. | 4 marca        | 2009 | Zaō                           | Yamagata                                | K-90    | HS-100 | 90,0 m  | 95,5 m  | 232,0 pkt |
| 40. | 7 marca        | 2009 | Sapporo                       | Miyanomori                              | K-90    | HS-100 | 93,5 m  | 101,5 m | 230,5 pkt |
| 41. | 14 sierpnia    | 2009 | Oberwiesenthal                | Fichtelbergschanzen                     | K-95    | HS-106 | 94,5 m  | 98,0 m  | 231,5 pkt |
| 42. | 8 grudnia      | 2009 | Rovaniemi                     | Ounasvaara                              | K-90    | HS-100 | 95,0 m  | 93,5 m  | 244,5 pkt |
| 43. | 10 grudnia     | 2011 | Notodden                      | Tveitanbakken                           | K-90    | HS-100 | 97,5 m  | 97,5 m  | 259,0 pkt |
| 44. | 13 grudnia     | 2013 | Notodden                      | Tveitanbakken                           | K-90    | HS-100 | 96,0 m  | 101,5 m | 258,0 pkt |
| 45. | 14 grudnia     | 2013 | Notodden                      | Tveitanbakken                           | K-90    | HS-100 | 95,0 m  | 96,0 m  | 248,5 pkt |
| 46. | 18 stycznia    | 2015 | Falun                         | Lugnet                                  | K-90    | HS-100 | 87,0 m  | 85,0 m  | 206,3 pkt |

### Miejsca na podium[73]
| Sezon     | 1. miejsce | 2. miejsce | 3. miejsce | Razem |
| 2004/2005 | 8          | 2          | 1          | 11    |
| 2005/2006 | 9          | 6          | 1          | 16    |
| 2006/2007 | 7          | 3          | 3          | 13    |
| 2007/2008 | 10         | 5          | -          | 15    |
| 2008/2009 | 6          | 4          | 4          | 14    |
| 2009/2010 | 2          | 4          | 10         | 16    |
| 2011/2012 | 1          | -          | -          | 1     |
| 2013/2014 | 2          | -          | -          | 2     |
| 2014/2015 | 1          | 1          | -          | 2     |
| suma      | 46         | 25         | 19         | 90    |

### Miejsca na podium chronologicznie[73]
Anette Sagen 90 razy stawała na podium zawodów Pucharu Kontynentalnego, z czego 46 na najwyższym jego stopniu.
Oprócz tego 25 razy była druga i 19-krotnie trzecia.
| Nr  | Dzień          | Rok  | Miejscowość                   | Skocznia                                | Punkt K | HS     | Skok 1  | Skok 2  | Nota      | Lok. | Strata   | Zwycięzca                    |
| --- | -------------- | ---- | ----------------------------- | --------------------------------------- | ------- | ------ | ------- | ------- | --------- | ---- | -------- | ---------------------------- |
| 1.  | 23 lipca       | 2004 | Park City                     | Utah Olympic Park                       | K-90    | HS-100 | 94,0 m  | 91,5 m  | 229,5 pkt | 2.   | 15,0 pkt | Daniela Iraschko             |
| 2.  | 24 lipca       | 2004 | Park City                     | Utah Olympic Park                       | K-90    | HS-100 | 92,5 m  | 90,5 m  | 224,5 pkt | 2.   | 2,0 pkt  | Daniela Iraschko             |
| 3.  | 6 stycznia     | 2005 | Planica                       | Srednija velikanka                      | K-90    | HS-100 | 104,5 m | 102,5 m | 279,0 pkt | 1.   | –        | –                            |
| 4.  | 19 stycznia    | 2005 | Dobbiaco                      | Trampolino Sulzenhof                    | K-67    | HS-74  | 73,0 m  | 73,0 m  | 252,8 pkt | 1.   | –        | –                            |
| 5.  | 22 stycznia    | 2005 | Oberaudorf                    | Kahlanger Schanze                       | K-80    | HS-89  | 87,0 m  | 84,0 m  | 254,0 pkt | 1.   | –        | –                            |
| 6.  | 8 lutego       | 2005 | Schönwald                     | Adlerschanze                            | K-84    | HS-93  | 91,5 m  | 87,0 m  | 243,0 pkt | 3.   | 10,5 pkt | Daniela Iraschko             |
| 7.  | 16 lutego      | 2005 | Breitenberg                   | Baptist-Kitzlinger-Schanze              | K-75    | HS-82  | 82,0 m  | 80,5 m  | 253,0 pkt | 1.   | –        | –                            |
| 8.  | 19 lutego      | 2005 | Saalfelden am Steinernen Meer | Bibergschanze                           | K-85    | HS-95  | 95,5 m  | 92,5 m  | 256,5 pkt | 1.   | –        | –                            |
| 9.  | 5 marca        | 2005 | Vikersund                     | Vikersundbakken                         | K-90    | HS-100 | 98,5 m  | 96,5 m  | 251,5 pkt | 1.   | –        | –                            |
| 10. | 6 marca        | 2005 | Vikersund                     | Vikersundbakken                         | K-90    | HS-100 | 96,0 m  | 99,5 m  | 253,0 pkt | 1.   | –        | –                            |
| 11. | 12 marca       | 2005 | Oslo                          | Holmenkollbakken                        | K-115   | HS-128 | 128,0 m | 122,0 m | 254,5 pkt | 1.   | –        | –                            |
| 12. | 7 sierpnia     | 2005 | Bischofshofen                 | Laideregg-Schanze                       | K-65    | HS-74  | 68,0 m  | 70,0 m  | 251,7 pkt | 2.   | 0,8 pkt  | Line Jahr                    |
| 13. | 9 sierpnia     | 2005 | Klingenthal                   | Vogtlandschanzen                        | K-80    | HS-85  | 78,5 m  | 78,0 m  | 213,0 pkt | 2.   | 5,0 pkt  | Katie Willis                 |
| 14. | 11 sierpnia    | 2005 | Poehla                        | Pöhlbachschanze                         | K-60    | HS-66  | 62,5 m  | 63,5 m  | 236,4 pkt | 1.   | –        | –                            |
| 15. | 14 sierpnia    | 2005 | Meinerzhagen                  | Meinhardus-Schanzen                     | K-62    | HS-68  | 65,5 m  | 67,0 m  | 248,9 pkt | 1.   | –        | –                            |
| 16. | 1 października | 2005 | Park City                     | Utah Olympic Park                       | K-90    | HS-100 | 92,5 m  | 89,0 m  | 224,0 pkt | 3.   | 12,0 pkt | Lindsey Van                  |
| 17. | 8 października | 2005 | Lake Placid                   | MacKenzie Intervale Ski Jumping Complex | K-90    | HS-100 | 94,5 m  | 94,0 m  | 245,5 pkt | 1.   | –        | –                            |
| 18. | 9 października | 2005 | Lake Placid                   | MacKenzie Intervale Ski Jumping Complex | K-90    | HS-100 | 98,5 m  | 88,5 m  | 235,5 pkt | 1.   | –        | –                            |
| 19. | 14 stycznia    | 2006 | Ljubno                        | Logarska dolina                         | K-85    | HS-95  | 87,5 m  | 86,0 m  | 214,5 pkt | 1.   | –        | –                            |
| 20. | 18 stycznia    | 2006 | Dobbiaco                      | Trampolino Sulzenhof                    | K-67    | HS-74  | 72,0 m  | 70,5 m  | 239,4 pkt | 1.   | –        | –                            |
| 21. | 9 lutego       | 2006 | Baiersbronn                   | Ruhesteinschanzen                       | K-85    | HS-90  | 97,0 m  | 95,5 m  | 261,0 pkt | 1.   | –        | –                            |
| 22. | 11 lutego      | 2006 | Schönwald                     | Adlerschanzen                           | K-85    | HS-93  | 88,5 m  | 90,0 m  | 242,0 pkt | 2.   | 4,5 pkt  | Juliane Seyfarth             |
| 23. | 15 lutego      | 2006 | Saalfelden am Steinernen Meer | Bibergschanze                           | K-85    | HS-95  | 91,0 m  | 90,5 m  | 255,0 pkt | 1.   | –        | –                            |
| 24. | 18 lutego      | 2006 | Breitenberg                   | Baptist-Kitzlinger-Schanze              | K-75    | HS-82  | 77,5 m  | 77,0 m  | 239,9 pkt | 1.   | –        | –                            |
| 25. | 1 marca        | 2006 | Zaō                           | Yamagata                                | K-90    | HS-100 | 89,0 m  | 87,5 m  | 215,5 pkt | 2.   | 5,5 pkt  | Lindsey Van                  |
| 26. | 2 marca        | 2006 | Zaō                           | Yamagata                                | K-90    | HS-100 | 83,5 m  | 91,0 m  | 211,0 pkt | 2.   | 9,5 pkt  | Lindsey Van                  |
| 27. | 5 marca        | 2006 | Vikersund                     | Vikersundbakken                         | K-90    | HS-100 | 96,0 m  | 100,5 m | 254,0 pkt | 2.   | 5,5 pkt  | Juliane Seyfarth             |
| 28. | 22 lipca       | 2006 | Park City                     | Utah Olympic Park                       | K-120   | HS-134 | 127,0 m | 117,0 m | 244,0 pkt | 2.   | 1,0 pkt  | Juliane Seyfarth             |
| 29. | 26 lipca       | 2006 | Calgary                       | Alberta Ski Jump Area                   | K-114   | HS-122 | 105,5 m | 120,5 m | 226,0 pkt | 3.   | 16,0 pkt | Juliane Seyfarth             |
| 30. | 6 sierpnia     | 2006 | Klingenthal                   | Vogtlandschanzen                        | K-80    | HS-85  | 79,5 m  | 81,5 m  | 230,0 pkt | 1.   | –        | –                            |
| 31. | 12 sierpnia    | 2006 | Meinerzhagen                  | Meinhardus-Schanzen                     | K-62    | HS-68  | 67,0 m  | 66,5 m  | 250,8 pkt | 1.   | –        | –                            |
| 32. | 15 sierpnia    | 2006 | Bischofshofen                 | Laideregg-Schanze                       | K-65    | HS-74  | 73,0 m  | 71,5 m  | 267,8 pkt | 1.   | –        | –                            |
| 33. | 15 stycznia    | 2007 | Dobbiaco                      | Trampolino Sulzenhof                    | K-67    | HS-74  | 72,0 m  | 72,5 m  | 248,2 pkt | 1.   | –        | –                            |
| 34. | 16 stycznia    | 2007 | Dobbiaco                      | Trampolino Sulzenhof                    | K-67    | HS-74  | 70,0 m  | 70,5 m  | 237,6 pkt | 1.   | –        | –                            |
| 35. | 6 lutego       | 2007 | Ljubno                        | Logarska dolina                         | K-85    | HS-95  | 82,5 m  | 87,0 m  | 227,5 pkt | 3.   | 3,5 pkt  | Ulrike Gräßler i Lindsey Van |
| 36. | 8 lutego       | 2007 | Saalfelden am Steinernen Meer | Bibergschanze                           | K-85    | HS-95  | 86,0 m  | 81,0 m  | 218,5 pkt | 2.   | 7,5 pkt  | Ulrike Gräßler               |
| 37. | 10 lutego      | 2007 | Breitenberg                   | Baptist-Kitzlinger-Schanze              | K-75    | HS-82  | 77,5 m  | 79,5 m  | 240,4 pkt | 1.   | –        | –                            |
| 38. | 5 marca        | 2007 | Zaō                           | Yamagata                                | K-90    | HS-100 | 95,5 m  | 86,0 m  | 224,0 pkt | 3.   | 12,5 pkt | Ulrike Gräßler               |
| 39. | 9 marca        | 2007 | Sapporo                       | Miyanomori                              | K-90    | HS-100 | 89,0 m  | 93,5 m  | 223,5 pkt | 1.   | –        | –                            |
| 40. | 10 marca       | 2007 | Sapporo                       | Miyanomori                              | K-90    | HS-100 | 88,0 m  | 94,0 m  | 222,5 pkt | 3.   | 10,0 pkt | Lindsey Van                  |
| 41. | 18 sierpnia    | 2007 | Bischofshofen                 | Laideregg-Schanze                       | K-65    | HS-74  | 72,5 m  | 73,0 m  | 266,4 pkt | 1.   | –        | –                            |
| 42. | 19 sierpnia    | 2007 | Ramsau                        | Mattensprunganlage                      | K-90    | HS-98  | 93,5 m  | 87,0 m  | 224,5 pkt | 2.   | 4,5 pkt  | Daniela Iraschko             |
| 43. | 28 sierpnia    | 2007 | Lake Placid                   | MacKenzie Intervale Ski Jumping Complex | K-90    | HS-100 | 97,0 m  | 97,5 m  | 255,0 pkt | 1.   | –        | –                            |
| 44. | 29 sierpnia    | 2007 | Lake Placid                   | MacKenzie Intervale Ski Jumping Complex | K-90    | HS-100 | 96,0 m  | 83,0 m  | 216,5 pkt | 1.   | –        | –                            |
| 45. | 2 września     | 2007 | Park City                     | Utah Olympic Park                       | K-90    | HS-100 | 103,0 m | 87,0 m  | 216,0 pkt | 2.   | 10,5 pkt | Daniela Iraschko             |
| 46. | 2 września     | 2007 | Park City                     | Utah Olympic Park                       | K-90    | HS-100 | 80,5 m  | 99,0 m  | 221,0 pkt | 2.   | 0,5 pkt  | Daniela Iraschko             |
| 47. | 11 grudnia     | 2007 | Notodden                      | Tveitanbakken                           | K-90    | HS-100 | 98,5 m  | 99,0 m  | 256,5 pkt | 1.   | –        | –                            |
| 48. | 12 grudnia     | 2007 | Notodden                      | Tveitanbakken                           | K-90    | HS-100 | 100,5 m | 97,0 m  | 259,5 pkt | 1.   | –        | –                            |
| 49. | 23 stycznia    | 2008 | Dobbiaco                      | Trampolino Sulzenhof                    | K-67    | HS-74  | 71,5 m  | 75,0 m  | 250,0 pkt | 1.   | –        | –                            |
| 50. | 16 lutego      | 2008 | Breitenberg                   | Baptist-Kitzlinger-Schanze              | K-75    | HS-82  | 83,0 m  | 80,5 m  | 255,7 pkt | 1.   | –        | –                            |
| 51. | 17 lutego      | 2008 | Breitenberg                   | Baptist-Kitzlinger-Schanze              | K-75    | HS-82  | 77,5 m  | 81,5 m  | 239,2 pkt | 2.   | 5,8 pkt  | Maja Vtič                    |
| 52. | 20 lutego      | 2008 | Breitenberg                   | Baptist-Kitzlinger-Schanze              | K-75    | HS-82  | 88,5 m  | 89,0 m  | 239,5 pkt | 2.   | 2,0 pkt  | Atsuko Tanaka                |
| 53. | 23 lutego      | 2008 | Schönwald                     | Adlerschanze                            | K-85    | HS-93  | 84,5 m  | –       | 114,5 pkt | 1.   | –        | –                            |
| 54. | 8 marca        | 2008 | Zaō                           | Yamagata                                | K-90    | HS-100 | 89,0 m  | 93,5 m  | 224,0 pkt | 1.   | –        | –                            |
| 55. | 9 marca        | 2008 | Zaō                           | Yamagata                                | K-90    | HS-100 | 88,0 m  | 93,0 m  | 222,0 pkt | 1.   | –        | –                            |
| 56. | 16 sierpnia    | 2008 | Bischofshofen                 | Laideregg-Schanze                       | K-65    | HS-74  | 71,0 m  | 71,0 m  | 260,8 pkt | 1.   | –        | –                            |
| 57. | 14 września    | 2008 | Lillehammer                   | Lysgårdsbakken                          | K-90    | HS-100 | 94,0 m  | 95,5 m  | 238,5 pkt | 3.   | 6,0 pkt  | Line Jahr                    |
| 58. | 27 września    | 2008 | Oberstdorf                    | Schattenbergschanze                     | K-90    | HS-100 | 89,0 m  | 87,5 m  | 218,5 pkt | 1.   | –        | –                            |
| 59. | 17 grudnia     | 2008 | Whistler                      | Whistler Olympic Park Ski Jumps         | K-95    | HS-106 | 100,5 m | 99,5 m  | 238,0 pkt | 3.   | 5,5 pkt  | Maja Vtič                    |
| 60. | 18 grudnia     | 2008 | Whistler                      | Whistler Olympic Park Ski Jumps         | K-95    | HS-106 | 103,5 m | –       | 126,5 pkt | 2.   | 3,0 pkt  | Anna Haefele                 |
| 61. | 17 stycznia    | 2009 | Baiersbronn                   | Ruhesteinschanzen                       | K-85    | HS-90  | 86,5 m  | 88,5 m  | 234,5 pkt | 3.   | 3,5 pkt  | Daniela Iraschko             |
| 62. | 18 stycznia    | 2009 | Baiersbronn                   | Ruhesteinschanzen                       | K-85    | HS-90  | 87,0 m  | 84,5 m  | 226,0 pkt | 2.   | 3,0 pkt  | Lindsey Van                  |
| 63. | 24 stycznia    | 2009 | Ljubno                        | Logarska dolina                         | K-85    | HS-95  | 83,0 m  | 83,5 m  | 222,5 pkt | 2.   | 1,0 pkt  | Magdalena Schnurr            |
| 64. | 25 stycznia    | 2009 | Ljubno                        | Logarska dolina                         | K-85    | HS-95  | 83,0 m  | 85,5 m  | 227,0 pkt | 1.   | –        | –                            |
| 65. | 13 lutego      | 2009 | Notodden                      | Tveitanbakken                           | K-90    | HS-100 | 96,5 m  | 92,5 m  | 241,5 pkt | 2.   | 10,5 pkt | Daniela Iraschko             |
| 66. | 14 lutego      | 2009 | Notodden                      | Tveitanbakken                           | K-90    | HS-100 | 91,0 m  | 95,0 m  | 229,5 pkt | 3.   | 41,5 pkt | Daniela Iraschko             |
| 67. | 3 marca        | 2009 | Zaō                           | Yamagata                                | K-90    | HS-100 | 99,0 m  | 97,0 m  | 254,5 pkt | 1.   | –        | –                            |
| 68. | 4 marca        | 2009 | Zaō                           | Yamagata                                | K-90    | HS-100 | 90,0 m  | 95,5 m  | 232,0 pkt | 1.   | –        | –                            |
| 69. | 7 marca        | 2009 | Sapporo                       | Miyanomori                              | K-90    | HS-100 | 93,5 m  | 101,5 m | 230,5 pkt | 1.   | –        | –                            |
| 70. | 14 sierpnia    | 2009 | Oberwiesenthal                | Fichtelbergschanzen                     | K-95    | HS-106 | 94,5 m  | 98,0 m  | 231,5 pkt | 1.   | –        | –                            |
| 71. | 8 grudnia      | 2009 | Rovaniemi                     | Ounasvaara                              | K-90    | HS-100 | 95,0 m  | 93,5 m  | 244,5 pkt | 1.   | –        | –                            |
| 72. | 9 grudnia      | 2009 | Rovaniemi                     | Ounasvaara                              | K-90    | HS-100 | 93,5 m  | 91,5 m  | 234,0 pkt | 3.   | 9,0 pkt  | Ulrike Gräßler               |
| 73. | 12 grudnia     | 2009 | Vikersund                     | Vikersundbakken                         | K-105   | HS-117 | 111,0 m | 114,0 m | 249,0 pkt | 3.   | 21,8 pkt | Daniela Iraschko             |
| 74. | 13 grudnia     | 2009 | Vikersund                     | Vikersundbakken                         | K-105   | HS-117 | 112,5 m | 108,0 m | 241,9 pkt | 2.   | 25,7 pkt | Daniela Iraschko             |
| 75. | 18 grudnia     | 2009 | Notodden                      | Tveitanbakken                           | K-90    | HS-100 | 89,5 m  | 97,0 m  | 232,5 pkt | 3.   | 40,0 pkt | Daniela Iraschko             |
| 76. | 19 grudnia     | 2009 | Notodden                      | Tveitanbakken                           | K-90    | HS-100 | 96,5 m  | 97,5 m  | 253,5 pkt | 2.   | 14,5 pkt | Daniela Iraschko             |
| 77. | 2 stycznia     | 2010 | Baiersbronn                   | Ruhesteinschanze                        | K-85    | HS-95  | 93,5 m  | 85,5 m  | 242,5 pkt | 3.   | 2,5 pkt  | Carina Vogt                  |
| 78. | 3 stycznia     | 2010 | Baiersbronn                   | Ruhesteinschanze                        | K-85    | HS-95  | 93,5 m  | 86,5 m  | 244,0 pkt | 2.   | 9,5 pkt  | Daniela Iraschko             |
| 79. | 6 stycznia     | 2010 | Schonach                      | Langenwaldschanze                       | K-90    | HS-96  | 89,0 m  | 92,0 m  | 226,0 pkt | 3.   | 15,0 pkt | Daniela Iraschko             |
| 80. | 23 stycznia    | 2010 | Schonach                      | Langenwaldschanze                       | K-90    | HS-96  | 84,5 m  | 88,0 m  | 208,5 pkt | 3.   | 25,5 pkt | Daniela Iraschko             |
| 81. | 6 lutego       | 2009 | Ljubno                        | Logarska dolina                         | K-85    | HS-95  | 85,0 m  | 82,5 m  | 223,5 pkt | 3.   | 6,0 pkt  | Daniela Iraschko             |
| 82. | 7 lutego       | 2009 | Ljubno                        | Logarska dolina                         | K-85    | HS-95  | 84,0 m  | 81,5 m  | 220,0 pkt | 3.   | 15,0 pkt | Daniela Iraschko             |
| 83. | 13 lutego      | 2009 | Villach                       | Villacher Alpenarena                    | K-90    | HS-98  | 94,0 m  | 89,0 m  | 231,5 pkt | 3.   | 20,0 pkt | Daniela Iraschko             |
| 84. | 1 marca        | 2010 | Zaō                           | Yamagata                                | K-90    | HS-100 | 95,5 m  | 87,5 m  | 228,0 pkt | 2.   | 13,0 pkt | Daniela Iraschko             |
| 85. | 6 marca        | 2010 | Zakopane                      | Średnia Krokiew                         | K-85    | HS-94  | 83,5 m  | 80,5 m  | 211,0 pkt | 3.   | 37,5 pkt | Daniela Iraschko             |
| 86. | 12 grudnia     | 2011 | Notodden                      | Tveitanbakken                           | K-90    | HS-100 | 97,5 m  | 97,5 m  | 259,0 pkt | 1.   | –        | –                            |
| 87. | 13 grudnia     | 2013 | Notodden                      | Tveitanbakken                           | K-90    | HS-100 | 96,0 m  | 101,5 m | 258,0 pkt | 1.   | –        | –                            |
| 88. | 14 grudnia     | 2013 | Notodden                      | Tveitanbakken                           | K-90    | HS-100 | 95,0 m  | 96,0 m  | 248,5 pkt | 1.   | –        | –                            |
| 89. | 18 stycznia    | 2015 | Falun                         | Lugnet                                  | K-90    | HS-100 | 87,0 m  | 85,0 m  | 206,3 pkt | 1.   | –        | –                            |
| 90. | 18 stycznia    | 2015 | Falun                         | Lugnet                                  | K-90    | HS-100 | 89,5 m  | 90,0 m  | 218,9 pkt | 2.   | 2,1 pkt  | Taylor Henrich               |

### Miejsca w poszczególnych konkursachPucharu Kontynentalnego
| Sezon 2004/2005                                              |             |               |              |             |             |              |               |              |           |             |           |            |             |             |           |           |          |         |         |        |        |        |        |        |        |        |        |        |        |        |        |        |        |        |        |        |
| Park City                                                    | Park City   | Planica       | Toblach      | Oberaudorf  | Schönwald   | Baiersbronn  | Rastbüchl     | Saalfelden   | Vikersund | Vikersund   | Oslo      | punkty     | punkty      | punkty      | punkty    | punkty    | punkty   | punkty  | punkty  | punkty | punkty | punkty | punkty | punkty | punkty | punkty | punkty | punkty | punkty | punkty |        |        |        |        |        |        |
| 2                                                            | 2           | 1             | 1            | 1           | 3           | -            | 1             | 1            | 1         | 1           | 1         | 1020       | 1020        | 1020        | 1020      | 1020      | 1020     | 1020    | 1020    | 1020   | 1020   | 1020   | 1020   | 1020   | 1020   | 1020   | 1020   | 1020   | 1020   | 1020   |        |        |        |        |        |        |
| Sezon 2005/2006                                              |             |               |              |             |             |              |               |              |           |             |           |            |             |             |           |           |          |         |         |        |        |        |        |        |        |        |        |        |        |        |        |        |        |        |        |        |
| Bischofshofen                                                | Klingenthal | Pöhla         | Meinerzhagen | Park City   | Park City   | Lake Placid  | Lake Placid   | Ljubno       | Toblach   | Baiersbronn | Schönwald | Saalfelden | Rastbüchl   | Zaō         | Zaō       | Vikersund | Våler    | punkty  | punkty  | punkty | punkty | punkty | punkty | punkty | punkty | punkty | punkty | punkty | punkty | punkty | punkty | punkty | punkty | punkty | punkty | punkty |
| 2                                                            | 2           | 1             | 1            | 3           | 4           | 1            | 1             | 1            | 1         | 1           | 2         | 1          | 1           | 2           | 2         | 2         | 4        | 1540    | 1540    | 1540   | 1540   | 1540   | 1540   | 1540   | 1540   | 1540   | 1540   | 1540   | 1540   | 1540   | 1540   | 1540   | 1540   | 1540   | 1540   | 1540   |
| Sezon 2006/2007                                              |             |               |              |             |             |              |               |              |           |             |           |            |             |             |           |           |          |         |         |        |        |        |        |        |        |        |        |        |        |        |        |        |        |        |        |        |
| Park City                                                    | Park City   | Calgary       | Calgary      | Klingenthal | Pöhla       | Meinerzhagen | Bischofshofen | Villach      | Toblach   | Toblach     | Ljubno    | Saalfelden | Rastbüchl   | Baiersbronn | Schönwald | Zaō       | Zaō      | Sapporo | Sapporo | punkty |        |        |        |        |        |        |        |        |        |        |        |        |        |        |        |        |
| 7                                                            | 2           | 6             | 3            | 1           | 7           | 1            | 1             | 4            | 1         | 1           | 3         | 2          | 1           | 12          | -         | 3         | 7        | 1       | 2       | 1340   |        |        |        |        |        |        |        |        |        |        |        |        |        |        |        |        |
| Sezon 2007/2008                                              |             |               |              |             |             |              |               |              |           |             |           |            |             |             |           |           |          |         |         |        |        |        |        |        |        |        |        |        |        |        |        |        |        |        |        |        |
| Bischofsgrün                                                 | Pöhla       | Bischofshofen | Ramsau       | Lake Placid | Lake Placid | Park City    | Park City     | Notodden     | Notodden  | Toblach     | Rastbüchl | Rastbüchl  | Baiersbronn | Schönwald   | Zaō       | Zaō       | punkty   | punkty  | punkty  | punkty | punkty | punkty | punkty | punkty | punkty | punkty | punkty | punkty | punkty | punkty | punkty | punkty | punkty | punkty | punkty |        |
| -                                                            | -           | 1             | 2            | 1           | 1           | 2            | 2             | 1            | 1         | 1           | 1         | 2          | 2           | 1           | 1         | 1         | 1400     | 1400    | 1400    | 1400   | 1400   | 1400   | 1400   | 1400   | 1400   | 1400   | 1400   | 1400   | 1400   | 1400   | 1400   | 1400   | 1400   | 1400   | 1400   |        |
| Sezon 2008/2009                                              |             |               |              |             |             |              |               |              |           |             |           |            |             |             |           |           |          |         |         |        |        |        |        |        |        |        |        |        |        |        |        |        |        |        |        |        |
| Park City                                                    | Park City   | Whistler      | Whistler     | Schonach    | Schonach    | Baiersbronn  | Baiersbronn   | Toblach      | Ljubno    | Ljubno      | Zakopane  | Notodden   | Notodden    | Zaō         | Zaō       | Sapporo   | Sapporo  | punkty  | punkty  | punkty | punkty | punkty | punkty | punkty | punkty | punkty | punkty | punkty | punkty | punkty | punkty | punkty | punkty | punkty | punkty | punkty |
| 4                                                            | 4           | 3             | 2            | 12          | 9           | 3            | 2             | -            | 2         | 1           | 39        | 2          | 3           | 1           | 1         | 1         | 6        | 1091    | 1091    | 1091   | 1091   | 1091   | 1091   | 1091   | 1091   | 1091   | 1091   | 1091   | 1091   | 1091   | 1091   | 1091   | 1091   | 1091   | 1091   | 1091   |
| Sezon 2009/2010                                              |             |               |              |             |             |              |               |              |           |             |           |            |             |             |           |           |          |         |         |        |        |        |        |        |        |        |        |        |        |        |        |        |        |        |        |        |
| Rovaniemi                                                    | Rovaniemi   | Vikersund     | Vikersund    | Notodden    | Notodden    | Baiersbronn  | Baiersbronn   | Schonach     | Schonach  | Ljubno      | Ljubno    | Villach    | Villach     | Zaō         | Zaō       | Zakopane  | Zakopane | punkty  | punkty  | punkty | punkty | punkty | punkty | punkty | punkty | punkty | punkty | punkty | punkty | punkty | punkty | punkty | punkty | punkty | punkty | punkty |
| 1                                                            | 3           | 3             | 2            | 3           | 2           | 3            | 2             | 3            | 3         | 3           | 3         | 3          | 4           | 2           | 8         | 3         | 4        | 1152    | 1152    | 1152   | 1152   | 1152   | 1152   | 1152   | 1152   | 1152   | 1152   | 1152   | 1152   | 1152   | 1152   | 1152   | 1152   | 1152   | 1152   | 1152   |
| Sezon 2010/2011                                              |             |               |              |             |             |              |               |              |           |             |           |            |             |             |           |           |          |         |         |        |        |        |        |        |        |        |        |        |        |        |        |        |        |        |        |        |
| Rovaniemi                                                    | Rovaniemi   | Vikersund     | Vikersund    | Notodden    | Notodden    | Schonach     | Hinterzarten  | Hinterzarten | Braunlage | Braunlage   | Ljubno    | Ljubno     | Brotterode  | Brotterode  | Zakopane  | Zakopane  | Ramsau   | Ramsau  | Zaō     | punkty |        |        |        |        |        |        |        |        |        |        |        |        |        |        |        |        |
| 11                                                           | 11          | 21            | 18           | 14          | 8           | 21           | 32            | 30           | -         | -           | -         | -          | 9           | 16          | 13        | 11        | 7        | 6       | -       | 296    |        |        |        |        |        |        |        |        |        |        |        |        |        |        |        |        |
| Sezon 2011/2012                                              |             |               |              |             |             |              |               |              |           |             |           |            |             |             |           |           |          |         |         |        |        |        |        |        |        |        |        |        |        |        |        |        |        |        |        |        |
| Rovaniemi                                                    | Rovaniemi   | Notodden      | Notodden     | Zakopane    | Zakopane    | Liberec      | punkty        | punkty       | punkty    | punkty      | punkty    | punkty     | punkty      | punkty      | punkty    | punkty    | punkty   | punkty  | punkty  | punkty | punkty | punkty | punkty | punkty | punkty |        |        |        |        |        |        |        |        |        |        |        |
| -                                                            | -           | 7             | 1            | -           | -           | -            | 136           | 136          | 136       | 136         | 136       | 136        | 136         | 136         | 136       | 136       | 136      | 136     | 136     | 136    | 136    | 136    | 136    | 136    | 136    |        |        |        |        |        |        |        |        |        |        |        |
| Sezon 2013/2014                                              |             |               |              |             |             |              |               |              |           |             |           |            |             |             |           |           |          |         |         |        |        |        |        |        |        |        |        |        |        |        |        |        |        |        |        |        |
| Notodden                                                     | Notodden    | Lahti         | Lahti        | Falun       | Falun       | punkty       | punkty        | punkty       | punkty    | punkty      | punkty    | punkty     | punkty      | punkty      | punkty    | punkty    | punkty   | punkty  | punkty  | punkty | punkty | punkty | punkty | punkty |        |        |        |        |        |        |        |        |        |        |        |        |
| 1                                                            | 1           | -             | -            | -           | -           | 200          | 200           | 200          | 200       | 200         | 200       | 200        | 200         | 200         | 200       | 200       | 200      | 200     | 200     | 200    | 200    | 200    | 200    | 200    |        |        |        |        |        |        |        |        |        |        |        |        |
| Sezon 2014/2015                                              |             |               |              |             |             |              |               |              |           |             |           |            |             |             |           |           |          |         |         |        |        |        |        |        |        |        |        |        |        |        |        |        |        |        |        |        |
| Notodden                                                     | Notodden    | Falun         | Falun        | punkty      | punkty      | punkty       | punkty        | punkty       | punkty    | punkty      | punkty    | punkty     | punkty      | punkty      | punkty    | punkty    | punkty   | punkty  | punkty  | punkty | punkty | punkty |        |        |        |        |        |        |        |        |        |        |        |        |        |        |
| 9                                                            | 10          | 1             | 2            | 235         | 235         | 235          | 235           | 235          | 235       | 235         | 235       | 235        | 235         | 235         | 235       | 235       | 235      | 235     | 235     | 235    | 235    | 235    |        |        |        |        |        |        |        |        |        |        |        |        |        |        |
| Legenda                                                      |             |               |              |             |             |              |               |              |           |             |           |            |             |             |           |           |          |         |         |        |        |        |        |        |        |        |        |        |        |        |        |        |        |        |        |        |
| 1 2 3 4-10 11-30 poniżej 30 - – zawodniczka nie wystartowała |             |               |              |             |             |              |               |              |           |             |           |            |             |             |           |           |          |         |         |        |        |        |        |        |        |        |        |        |        |        |        |        |        |        |        |        |

### Letni Puchar Kontynentalny

#### Miejsca w klasyfikacji generalnej
| Sezon | Miejsce |
| ----- | ------- |
| 2008  | 4.      |
| 2009  | 11.     |
| 2010  | 34.     |
| 2011  | 39.     |
| 2014  | 11.     |

#### Miejsca w poszczególnych konkursachLetniego Pucharu Kontynentalnego
| 2008                                                                              |              |                |                |                |                |             |            |         |         |         |        |        |        |        |        |        |        |        |        |        |
| Bischofsgrün                                                                      | Pöhla        | Bischofshofen  | Bischofshofen  | Lillehammer    | Lillehammer    | Oberstdorf  | Oberstdorf | Liberec | Liberec | punkty  | punkty | punkty | punkty | punkty | punkty | punkty | punkty | punkty |        |        |
| -                                                                                 | -            | 1              | 7              | 8              | 3              | 5           | 1          | 5       | 5       | 463     | 463    | 463    | 463    | 463    | 463    | 463    | 463    | 463    |        |        |
| 2009                                                                              |              |                |                |                |                |             |            |         |         |         |        |        |        |        |        |        |        |        |        |        |
| Bischofsgrün                                                                      | Bischofsgrün | Pöhla          | Oberwiesenthal | Oberwiesenthal | Lillehammer    | Lillehammer | punkty     | punkty  | punkty  | punkty  | punkty | punkty | punkty | punkty | punkty |        |        |        |        |        |
| -                                                                                 | -            | -              | 1              | dq             | 6              | 8           | 172        | 172     | 172     | 172     | 172    | 172    | 172    | 172    | 172    |        |        |        |        |        |
| 2010                                                                              |              |                |                |                |                |             |            |         |         |         |        |        |        |        |        |        |        |        |        |        |
| Bischofsgrün                                                                      | Bischofsgrün | Oberwiesenthal | Oberwiesenthal | Lillehammer    | Lillehammer    | Oslo        | Oslo       | Falun   | Falun   | Liberec | punkty |        |        |        |        |        |        |        |        |        |
| -                                                                                 | -            | 31             | 31             | 29             | 27             | 9           | 19         | -       | -       | -       | 47     |        |        |        |        |        |        |        |        |        |
| 2011                                                                              |              |                |                |                |                |             |            |         |         |         |        |        |        |        |        |        |        |        |        |        |
| Szczyrk                                                                           | Zakopane     | Bischofsgrün   | Bischofsgrün   | Oberwiesenthal | Oberwiesenthal | Trondheim   | Trondheim  | punkty  | punkty  | punkty  | punkty | punkty | punkty | punkty | punkty | punkty |        |        |        |        |
| -                                                                                 | -            | -              | -              | -              | -              | 21          | 19         | 22      | 22      | 22      | 22     | 22     | 22     | 22     | 22     | 22     |        |        |        |        |
| 2014                                                                              |              |                |                |                |                |             |            |         |         |         |        |        |        |        |        |        |        |        |        |        |
| Trondheim                                                                         | Trondheim    | punkty         | punkty         | punkty         | punkty         | punkty      | punkty     | punkty  | punkty  | punkty  | punkty | punkty | punkty | punkty | punkty | punkty | punkty | punkty | punkty | punkty |
| 16                                                                                | 8            | 47             | 47             | 47             | 47             | 47          | 47         | 47      | 47      | 47      | 47     | 47     | 47     | 47     | 47     | 47     | 47     | 47     | 47     | 47     |
| Legenda                                                                           |              |                |                |                |                |             |            |         |         |         |        |        |        |        |        |        |        |        |        |        |
| 1 2 3 4-10 11-30 poniżej 30 dq – dyskwalifikacja - − zawodniczka nie wystartowała |              |                |                |                |                |             |            |         |         |         |        |        |        |        |        |        |        |        |        |        |

## Ciekawostki
- Zagrała w wyreżyserowanym przez Benta Hamera filmie O' Horten[77].
- W lutym 2008 Anette Sagen została wybrana przez czytelników portalu SEHER.NO, najseksowniejszą sportsmenką Norwegii. Wyprzedziła Christinę Vukicevic i Vibeke Skofterud[78].